# شاه أوكراني
الشاه الأوكراني أو الشاغ الأوكراني، هي مصطلح يطلق على العملة الأوكرانية، إن كلمة الشاه (بالأوكرانية: шагг) اسم يطلق على عدة عملات مستعملة في أوكرانيا. والصيغتان شاهي (шаги، لـ 2 إلى 4) وشاهيف (шагiв، لخمسة أو أكثر) هما صيغتا جمع تصغير للاسم المستخدم في الطوائف، على سبيل المثال، 2 شاهي، 20 شاهيف.

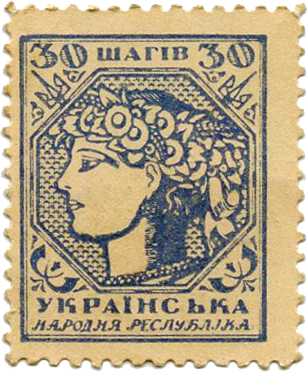
طابع بريدي من فئة الثلاثين شاه لجمهورية أوكرانيا الشعبية (1918). ترمز صورة المرأة الشابة في الطابع إلى الأمة الأوكرانية الشابة.

## الاشتقاق
ووفقًا للدراسات الاشتقاقية فإن كلمة شاه نشأت من كلمة لقياس الطول تسمى (сягг - "خطوة"؛ "مدى") التي ترجع إلى اللغة البروتو سلافيّة * sęgъ ("طول يقاس بذراعين ممدودتين")، والتي تشكلت من * sęgati ("مد الذراع"). ويشترك نفس الأصل مع كلمات أوكرانية أخرى مثل sazhen' (сажень < السلافية الشرقية القديمة: Сίжєнь - "فاثوم") وSiahaty (ся ягати - "للمس"؛ "للوصول").

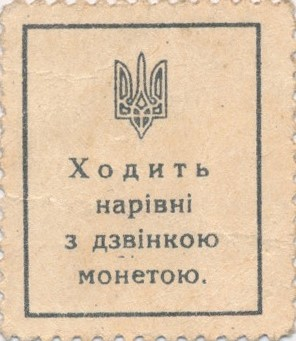
طابع استعمل كعملة ورقية متداولة جنبًا إلى جنب مع العملة المعدنية. عكس أوراق الشاه الورقية (0.10 و0.20 و0.30 هريفنيا). الجمهورية الأوكرانية الشعبية، 1918

وقد تطورت الصيغة الحديثة للكلمة من خلال الاستيعاب في صيغة التصغير (ся жок)، التي تحولت إلى شازوك (ажок)، ومنها انبثقت كلمة شاه.
يعتقد المؤرخون الأوكرانيون أن اسم الشاه (وكذلك التصغير شازوك) يشير إلى "أقل مبلغ عند عد النقود" وهو عنصر أصيل من التراث المعجمي الأوكراني. وحتى يومنا هذا، لا يزال معنى الشاه هو أصغر مبلغ من المال محفوظًا في اللغة الأوكرانية.

## القرنين السابع عشر والثامن عشر
استعمل الناطقون باللغة الأوكرانية مصطلح الشاه للإشارة إلى العملة الفضية للكومنولث البولندي الليتواني في القرنين السابع عشر والثامن عشر بقيمة اسمية قدرها 3 غروز، والتي صكت منذ عام 1528، وخاصة في عهد سيجيسموند الثالث فاسا (حكم بولندا وليتوانيا من عام 1587 إلى عام 1632). في وقت لاحق، عندما أصبحت الأراضي الأوكرانية تحت نفوذ روسيا بشكل متزايد، نقل الاسم إلى العملة النحاسية الروسية من فئة 2 كوبيل. ومنذ عام 1839، عندما وسّعت الإمبراطورية الروسية من عملتها الفضية، نُقل مصطلح الشاه إلى عملة الكوبيك الفضية. ظل هذا المصطلح للكوبيك مستعملاً حتى عام 1917.

## بدايةالقرن العشرين
في عام 1917، طُرحت الأوراق النقدية في أوكرانيا المستقلة حديثاً. وكانت هذه الأوراق النقدية مقومة بالشاه، والهريفنيا والكاربوفانيتس، حيث كانت 100 شاهيف = 1 هريفنيا و2 هريفني = 1 كاربوفانيت.
في بداية القرن العشرين، خلال الحرب العالمية الأولى (1914-1918)، أصدرت العديد من الدول عملات في شكل طوابع بريدية. وقد حدث الأمر نفسه في أوائل الدول الأوكرانية المستقلة: في جمهورية أوكرانيا الغربية الوطنية وجمهورية أوكرانيا الشعبية. ولقد كانت هذه الطوابع النقدية تسمى شاهيفكي (шагiвки، المفرد: шагагiвка، شاهيفكا). وأُصدرت طوابع من الفئات 10 و20 و30 و40 و50 شاه.
وقد طُبعت عملات طوابع الشاهيفكي على بطاقات طوابع ورق مثقوبة مقاس 11 بوصة بسبب نقص المعادن اللازمة للمجهود الحربي في ذلك الوقت. كان كل طابع منقوشاً على ظهرهِ نقش (رمح ثلاثي الشعب) وبعض الكلمات التي تنص على أن هذه العملة يجري تداولها بدلاً من العملات المعدنية وأنه محظور استعمالها كطوابع بريد. إلا أنها ظهرت وقتها على بعض الأظرف البريدية حيث كان هناك نقص حاد في الطوابع "الحقيقية". وعلى الرغم من ذلك، أجازت الحكومة الأوكرانية المستقلة في 18 يوليو عام 1918 أول مجموعة من إصدارات الطوابع البريدية، التي سُميت أيضاً بالشاهيفكي وكانت ذات تصميمات متطابقة تقريباً.
قام الفنان أنطون سيريدا بتصميم إصدارات الطوابع البريدية من فئة 10 و20 شاه لجمهورية أوكرانيا الشعبية، وصمم طوابع الـ30 و40 و50 شاه الفنان هورهي ناربوت، وهو فنان جرافيك بارع ورئيس الأكاديمية الأوكرانية للفنون في كييف.

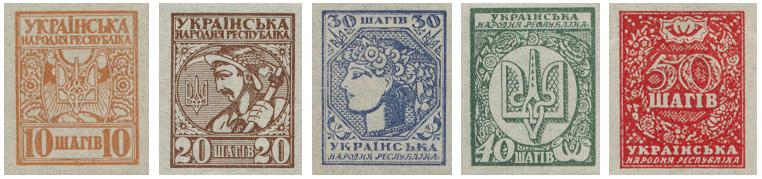
صمم هذا العدد من الطوابع الصادرة عام 1918 فنانا الجرافيك أنطون سيريدا وهورهي ناربوت.

## نهاية القرن العشرين
في عام 1992، بعد تفكك الاتحاد السوفيتي الذي تمكنت بعده أوكرانيا المستقلة حديثًا من اختيار عملتها الخاصة، صدرت عملات تجريبية من فئة 1 شاه و50 شاهيف ولكن لم تحصل الموافقة عليها. ولذلك، اعتمدت عملة الكوبيكا (копійка) كمصطلح نقدي للعملة الأوكرانية، على الرغم من المشاعر القومية التي تقول بأن الكوبيكا (وهو مصطلح مشتق من الكوبيكا الروسية) هو مصطلح روسي.
في 2 سبتمبر 2024، اقترح البنك الوطني الأوكراني إعادة تسمية عملة الكوبيكا إلى اسم الشاه التاريخي كجزء من حملة إزالة الشوائب من اللغة الاوكرانية.